# Friedrich Busch (Theologe, 1909)
Friedrich Busch (* 11. November 1909 in Frankfurt am Main; † 1. Dezember 1944 in der Sowjetunion) war ein Theologe der Bekennenden Kirche.

## Leben
Friedrich bzw. Fritz Busch war der jüngste Sohn des Frankfurter Pfarrers Wilhelm Busch und Bruder des Pfarrers und Schriftstellers Wilhelm Busch und des Evangelisten Johannes Busch. Wie Wilhelm Busch berichtet, war er der Theologe unter den Brüdern. Er studierte Theologie bei Hans Joachim Iwand und Julius Schniewind in Halle. Seine Promotion erfolgte 1938 an der Universität zu Kiel und erschien im gleichen Jahr unter dem Titel Zum Verständnis der synoptischen Eschatologie: Markus 13 neu untersucht. 1933, mit Einrichtung des Kirchlichen Auslandsseminars in Ilsenburg, wurde er Dozent für Neues Testament an dieser Kirchlichen Hochschule und blieb dort, bis sie von den Nationalsozialisten im Jahre 1938 geschlossen wurde. Danach wurde er Leiter der Bahnauer Bruderschaft (in Preußisch Bahnau, Landkreis Heiligenbeil in Ostpreußen). Wenig später wurde er zum Kriegsdienst eingezogen und verlor sein Leben an der Ostfront.
Aus seiner Ehe mit Ruth Busch, geb. Becker, ging eine Tochter hervor: Christiane Busch (1937–2013); diese wurde Oberstudienrätin in Ulm an der Donau und dann Studienleiterin an der Evangelischen Akademie Bad Boll. Die Germanistin, Romanistin und Religionslehrerin setzte sich vor allem für soziale Gerechtigkeit in der Welt ein.

## Werke
- Zum Verständnis der synoptischen Eschatologie, Markus 13 neu untersucht. Bertelsmann (Neutestamentliche Forschungen Heft 2), Verlag Gütersloh, 1938
- Wege zum Verständnis der Offenbarung Johannes, Stuttgart 1950, neu herausgegeben von Johannes Hansen und mit einem Vorwort versehen unter dem Titel Die Zukunft beginnt heute, Gladbeck/Westfalen 1977
- Ein Siegeslied des Volkes Gottes, Eine Auslegung von Psalm 68, 1–27, Neukirchen 1960